# Josef Blinzler
Josef Blinzler (* 7. Juli 1910 in Stockheim; † 13. September 1970 in Passau) war ein deutscher römisch-katholischer Theologe und Priester.

## Leben
Er besuchte von 1916 bis 1922 die Volksschule in Peißenberg. Nach der Abitur 1930 am Humanistischen Gymnasium in Dillingen an der Donau studierte er Philosophie und Theologie an der Philosophisch-Theologischen Hochschule Dillingen und von 1931 bis 1935 am Herzoglichen Georgianum in München. Nach der Priesterweihe am 23. Juni 1935 wurde er 1936 mit einer Arbeit über Die neutestamentlichen Berichte über die Verklärung Jesu promoviert.
1938 reichte er an der Universität München seine Habilitation ein, die jedoch wegen der Schließung der katholisch-theologischen Fakultät verschoben und somit erst 1947 abgeschlossen wurde. Am 14. August 1947 schließlich folgte die Ernennung zum Privatdozenten für neutestamentliche Exegese an der Universität München.
Am 1. November 1949 wurde er als außerordentlicher Professor für Exegese an die Philosophisch-Theologische Hochschule nach Passau berufen. Am 1. Januar 1954 wurde er zum ordentlichen Professor ernannte. Von September 1958 bis 1960 leitete er die Hochschule als Rektor und im Anschluss daran bis 1962 als Prorektor.

## Schriften (Auswahl)
- Die neutestamentlichen Berichte über die Verklärung Jesu. Münster 1937, OCLC 65382778.
- Herodes Antipas und Jesus Christus. Die Stellung des Heilandes zu seinem Landesherrn. Stuttgart 1947, OCLC 634508.
- Der Prozess Jesu. Das jüdische und das römische Gerichtsverfahren gegen Jesus Christus auf Grund der ältesten Zeugnisse dargestellt und beurteilt. Stuttgart 1951, OCLC 179817391.
- Das Turiner Grablinnen und die Wissenschaft. Ettal 1952, OCLC 557313805.